# Yun-Sun Limet
Yun-Sun Limet  (Seul,19 de marzo de 1968 - París, 17 de junio de 2019)  fue una escritora de nacionalidad belga, y origen coreano, afincada en Francia gran parte de su vida.

## Trayectoria
Realizó estudios cinematográficos en la Universidad de Bruselas, pero posteriormente, su relación con el escritor y crítico literario Maurice Blanchot y con el filósofo francés de origen argelino Jacques Derrida orientó finalmente su carrera hacia la literatura y la crítica literaria.
Doctora por la Universidad Católica de Lovaina y por la Universidad París-VIII, en la cual impartió clases antes de adentrarse en el mundo de la edición. Yun-Sun Limet a pesar de su origen coreano y su nacionalidad belga ha estado afincada la mayor parte de su vida en Francia. En 2005 publicó la novela Les Candidats,  por la que obtuvo el "Prix Première uvre de la Communauté française de Belgique".
Escribió algunos libros de texto entre los que cabe destacar Le saut de l'ange, publicado en 2008, en colaboración con otros autores.
En 2012, su novela Joseph fue nominada al premio Victor-Rossel otorgado en Bégica, que finalmente recayó en Patrick Declerck.
Estuvo especializada en la literatura del siglo XX. Desarrolló parte de su trabajo en el ámbito editorial llegando a formar parte del consejo editorial de la revista remue.net.
Su última obra publicada, en 2014, Sobre el sentido de la vida en general y del trabajo en particular, es una reflexión sobre en qué utilizamos nuestro tiempo, escrita a partir de unos correos intercambiados con tres amigos durante su estancia en el hospital recibiendo tratamiento para el cáncer que padeció.

## Obra
Ficción
- 2004 - Les Candidats. París: Editions de La Martiniêre. ISBN 9782846750929
- 2006 - Amsterdam. París: Éditions de l'Olivier. ISBN 9782879295091
- 2009 - 1993. París: Éditions de la Rue de Russie. ISBN 9782952998413
- 2012 - Joseph. París: Éditions de La Différence, coll. Littérature. ISBN 978-2729119683

Ensayo
- 2010 - Maurice Blanchot critique París: Éditions de La Différence.  ISBN 9782729118778

- 2011 - Cioran et ses contemporains. París: Éditions Pierre Guillaume de Roux. ISBN 9782363710130

- 2014 - De la vie laborieuse.: Éditions Les Belles Lettres. ISBN 9782251690056

Libro de texto
- 2007 - Le Saut de l´ange. vv.aa. París: Éditions Fernand Nathan. ISBN 9782091866642

## Reconocimientos
- 2005 - premio Prix Première Œuvre de la Communauté française de Belgique por Les Candidates. 
- 2012 - Nominación al Premio Victor-Rossel por su novela Joseph 